# August Kwaśnicki
August Kwaśnicki (ur. 17 sierpnia 1839 w Toporach, zm. 4 czerwca 1931 w Krakowie) – polski lekarz.

## Życiorys
Powstaniec styczniowy z 1863. Studia lekarskie odbył w Kijowie. W 1863 osiadł w Turcji gdzie był lekarzem gwardii sułtańskiej w Konstantynopolu, a od 1870 dyrektorem Szpitala Francuskiego w Adrianopolu. W 1874 powrócił do kraju i zamieszkał w Krakowie, należał do Towarzystwa Lekarskiego Krakowskiego, od 1875 był członkiem czynnym i wieloletnim sekretarzem krakowskiego Wydawnictwa Dzieł Lekarskich Polskich. Od 1882 był lekarzem wolnopraktykującym. W latach 1896–1905 był redaktorem naczelnym „Przeglądu Lekarskiego”. Za zasługi dla Towarzystwa i „Przeglądu” w 1902 jego portret autorstwa Jacka Malczewskiego zawieszono w sali posiedzeń. W latach 1915–1926 pełnił funkcję lekarza zdrojowego w Rabce. Był autorem wielu rozpraw z zakresu higieny (m.in. napisał: "Usterki higieniczne w wychowaniu dziewcząt"). Specjalista z zakresu pediatrii. Zajmował się profilaktyką chorób dziecięcych i historią medycyny. W swych publikacjach opisał różne objawy przebiegu chorób: odry i płonicy. Od 1930 członek Polskiej Akademii Umiejętności. Pochowany został na cmentarzu Rakowickim w Krakowie.

## Odznaczenia i wyróżnienia
- Krzyż Komandorski Orderu Odrodzenia Polski (2 maja 1923)[4][5]
- W 1923 otrzymał tytuł honorowego doktora medycyny Uniwersytet Jana Kazimierza we Lwowie (wyróżniony wówczas w gronie siedmiu weteranów powstania styczniowego)[6].